# Croades Bàltiques
Les Croades Bàltiques o Croades del Nord van ser campanyes de colonització i cristianització realitzades per ordes militars i regnes cristians catòlics a finals de segle xii, principalment contra els pobles pagans bàltics, fínics i eslaus occidentals de les costes sud i est del mar Bàltic, i en menor mesura també contra els eslaus cristians ortodoxos (eslaus orientals) i els habitants originals de Prússia coneguts com a antics prussians (o borussians), que també inclouen pobles finoúgrics.
El seu començament oficial va ser la crida del Papa Celestí III el 1195, si bé que els regnes germànics i escandinaus que ja havien estat convertits al catolicisme havien començat a guerrejar contra aquestes poblacions abans d'aquesta data. El conflicte es va perllongar fins al començament del segle xiv; com en bona part de les altres croades, els seus participants es desviaren del seu objectiu original i acabaren lluitant per parcelar el territori conquerit entre els ordes militars que els havien capitanejat, enfrontant-se també als Estats rus i polonès. La fundació de l'Estat de l'Orde Teutònic, de parla alemanya, a Prússia va ser el principal resultat de les croades bàltiques, i l'origen de la Prússia germànica (Preußen).
Les campanyes més destacades van ser les croades livoniana i prussiana. Algunes d'aquestes guerres es van anomenar croades durant l'edat mitjana, però d'altres, inclosa la majoria de les sueques, van ser batejades per primera vegada per historiadors nacionalistes romàntics del segle xix. No obstant això, el papa Alexandre III va autoritzar les croades contra els estonians, però també contra "altres pagans d'aquestes parts" a la butlla Non parum animus noster, el 1171 o el 1172.

## Rerefons
A l'inici de les croades del nord, els monarques cristians del nord d'Europa van encarregar incursions en territoris que comprenen les actuals Estònia, Finlàndia, Letònia, Lituània, Polònia i Rússia. Pagans o cristians ortodoxos orientals, les poblacions indígenes van patir batejos forçats i els estralls de l'ocupació militar. Encapçalant, però de cap manera monopolitzant aquestes incursions, l'orde teutònic ascendent es va beneficiar immensament de les croades, igual que els comerciants alemanys que es van aventurar al llarg de les rutes comercials que travessaven la frontera bàltica.

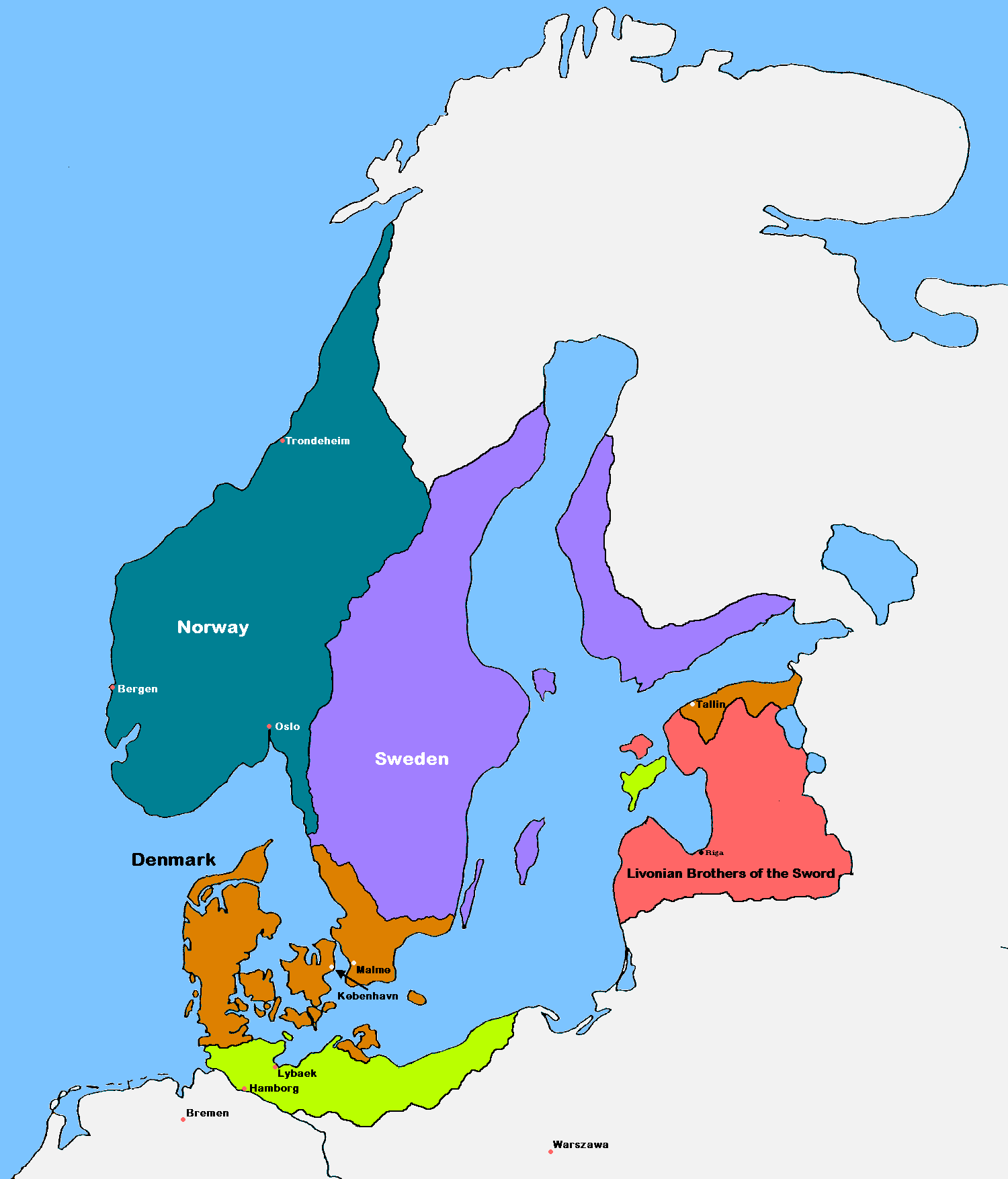
Països del nord durant els segles XIII i principis del XIV:
Noruega
Suècia, anys 1330-1350
Dinamarca
Conquerit per Dinamarca el 1219
Livònia abans de 1343

El punt de partida oficial de les Croades del Nord va ser la crida del papa Celestí III el 1195, però els regnes catòlics d'Escandinàvia, Polònia i el Sacre Imperi Romanogermànic havien començat a moure's per sotmetre els seus veïns pagans temps ençà. Els pobles no cristians que van ser objecte de les campanyes en diverses dates van incloure:
- els wends polabians, els sorbs i els obotrites entre els rius Elba i Oder (pels saxons, els danesos i els polonesos, començant per la croada contra els Wends el 1147)
- els propis finlandesos a la dècada del 1150 a la primera croada dels suecs; pels danesos el 1191 i el 1202; Tavastia el 1249 a la segona croada dels suecs; i Carèlia el 1293 a la Tercera Croada dels suecs; la cristianització en aquestes zones havia començat abans.
- Livonians, latgalians, selonians i estonians (pels alemanys i danesos, 1193-1227).
- Semigalians i curonians (1219–1290).
- Antics prussians
- Lituans i samogitians (pels alemanys, sense èxit, 1236-1410).

El conflicte armat entre els pobles fínnics, balts i eslaus que habitaven a la riba del Bàltic i els seus veïns saxons i danesos al nord i al sud havia estat comú durant diversos segles abans de la croada. Les batalles anteriors havien estat causades en gran part pels intents de destruir castells i rutes comercials marítimes per obtenir un avantatge econòmic a la regió, i la croada va continuar bàsicament aquest patró de conflicte, encara que ara inspirada i prescrita pel Papa i emprès pels cavallers papals i monjos armats.

## Croada de Kalmar
Mentre la resta de Suècia s'havia convertit al cristianisme, com a mínim en aparença, cristiana cap a la dècada del 1080, la província de Småland havia tingut molt poc contacte amb el cristianisme i va romandre obertament pagana a la dècada del 1120, amb els habitants encara adorant obertament els déus nòrdics. Sigurd I de Noruega va pactar amb Nicolau de Dinamarca i probablement Boleslau I de Polònia dur a terme la Croada de Kalmar contra Småland i imposar el cristianisme als pagans. No es menciona cap rei suec, tot i que la croada va tenir lloc contra una província nominalment sueca, i el rei danès estava casat amb una princesa sueca, Margarida Fredkulla. El rei danès no va complir l'acord i no va participar en la croada, i el rei noruec va realitzar-la en 1123.

## Croades Wends
Les campanyes van començar amb la croada dels Wends de 1147 contra els eslaus polabis (o "wends") de l'actual Alemanya del nord i de l'est. La croada es va produir paral·lela a la Segona Croada a Terra Santa, i va continuar de manera irregular fins al segle xvi.

## Croades de Suècia
Les croades sueces van ser campanyes de Suècia contra els finlandesos, els tavastians i els carelians durant el període de 1150 al 1293.

## Croades daneses
Se sap que els danesos van fer almenys tres croades a Finlàndia. La primera menció d'aquestes croades és del 1187, quan el croat Esbern Snare va esmentar en el discurs de la seva festa de Nadal una important victòria sobre els finlandesos. Es van fer dues croades més conegudes el 1191 i el 1202. Aquesta última va ser dirigida pel bisbe de Lund, Anders Sunesen, amb el seu germà.

## Croada de Livònia
Al segle xii, els pobles que habitaven les terres conegudes ara com Estònia, Letònia i Lituània formaven una falca pagana entre estats cristians rivals cada vegada més poderosos: l'Església Ortodoxa a l'est i l'església catòlica a l'oest. La diferència de credos va ser un dels motius pels quals encara no s'havien convertit efectivament. Durant un període de més de 150 anys abans a l'arribada de croats alemanys a la regió, Estònia va ser atacada tretze vegades pels principats russos, i també per Dinamarca i Suècia. Per la seva banda, els estonians van fer incursions sobre Dinamarca i Suècia. Hi va haver intents pacífics d'alguns catòlics de convertir els estonians, començant per les missions enviades per Adalbert, arquebisbe de Bremen el 1045–1072. No obstant això, aquests esforços pacífics semblen haver tingut un èxit limitat.

### Campanya contra els livonians (1198–1212)
Movent-se arran dels comerciants alemanys que ara seguien les antigues rutes comercials dels víkings, un monjo anomenat Meinhard va desembarcar a la desembocadura del riu Daugava a l'actual Letònia el 1180 i va ser nomenat bisbe el 1186. El papa Celestí III va proclamar creuada contra els pagans bàltics el 1195, que va ser reiterada pel papa Innocenci III i una expedició de croada dirigida pel successor de Meinhard, el bisbe Berthold de Hannover, va desembarcar a Livònia (part de l'actual Letònia, envoltant el golf de Riga) el 1198. Encara que els croats van guanyar la seva primera batalla, el bisbe Berthold va resultar ferit de mort i els croats van ser rebutjats.
El 1199, Albert de Buxhoeveden va ser nomenat per l'arquebisbe Hartwig II de Bremen per cristianitzar els països bàltics. Quan Albert va morir 30 anys després, la conquesta i la cristianització formal de l'Estònia actual i del nord de Letònia ja estaven completes. Albert va començar la seva tasca recorrent l'Imperi, predicant una croada contra els països bàltics, i va ser ajudat en això per una butlla papal que va declarar que la lluita contra els pagans bàltics era del mateix rang que participar en una croada a Terra Santa. Tot i que va desembarcar a la desembocadura del Daugava el 1200 amb només 23 vaixells i 500 soldats, els esforços del bisbe van assegurar que seguís un flux constant de reclutes. Els primers creuats normalment arribaven a lluitar durant la primavera i tornaven a casa a la tardor. Per garantir una presència militar permanent, els Germans Livonians de l'Espasa van ser fundats el 1202. La fundació del bisbe Albert del mercat de Riga el 1201 va atreure ciutadans de l'Imperi i es va produir la prosperitat econòmica. A petició d'Albert, el papa Innocenci III va dedicar els països bàltics a la Mare de Déu per popularitzar el reclutament al seu exèrcit i el nom "Terra de Maria" ha sobreviscut fins als temps moderns. Això es nota en un dels noms donats a Livònia en aquell moment, Terra Mariana (Terra de Maria).

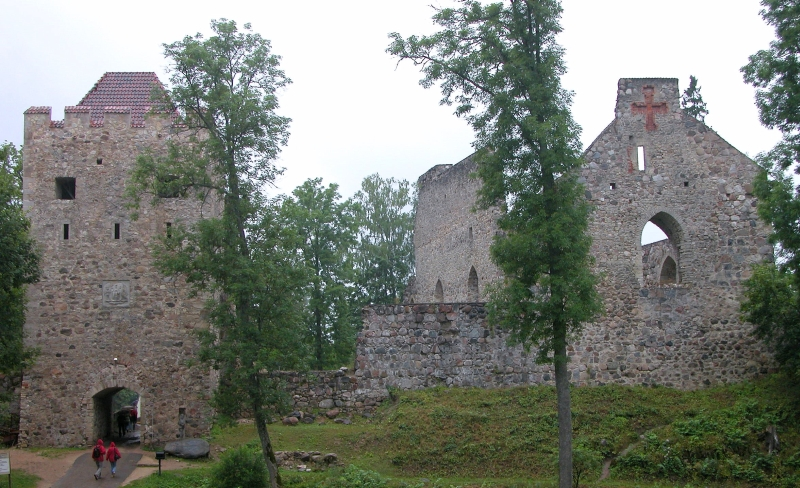
Ruïnes del castell a Sigulda

El 1206, els croats van sotmetre la fortalesa de Livònia a Turaida, a la riba dreta del riu Gauja, l'antiga ruta comercial cap a la Rus del nord-oest. Per tal de guanyar el control sobre la riba esquerra de Gauja, el castell de pedra es va construir a Sigulda abans del 1210. El 1211, la província livoniana de Metsepole (l'actual districte de Limbaži) i el comtat mixt de Livumia-Latgallian habitat a Idumea (ara Straupe) ja havien estat convertits a la fe catòlica romana. L'última batalla contra els livonians va ser el setge de la fortalesa de Satezele, prop de Sigulda, el 1212. Els livonians, que havien estat tributant el principat eslau oriental de Polotsk, al principi havia considerat els alemanys com a aliats útils. El primer livonià destacat a ser batejat va ser el seu líder Caupo de Turaida. Quan la presa alemanya es va endurir, els livonians es van rebel·lar contra els croats i el cap batejat, però van ser abatuts. Caupo de Turaida va romandre aliat dels croats fins a la seva mort a la batalla del dia de Sant Mateu el 1217.
Els croats alemanys allistats recentment batejats guerrers de Livonia a participar en les seves campanyes contra els latgalians i els selonians (1208-1209), els estonians (1208-1227) i en contra de semigalians, samogitians i curonians (1219-1290).

### Campanya contra els latgalians i els segonsians (1208-1224)
Després de la subjugació dels livonians, els croats van dirigir la seva atenció als principats latgalians a l'est, al llarg dels rius Gauja i Daugava. L'aliança militar el 1208 i posterior conversió de l'ortodòxia grega al catolicisme romà del Principat de Tàlava va ser l'única subjugació pacífica de les tribus bàltiques durant les croades nòrdiques. El governant de Tàlava, Tālivaldis (Talibaldus de Tolowa), es va convertir en l'aliat més fidel dels croats alemanys contra els estonians i va morir màrtir catòlic el 1215. La guerra contra els països latgallians i selonis al llarg del curs fluvial de Daugava va començar el 1208 ocupació del principat ortodox de Koknese i la fortalesa de Sēlpils de Selonian. La campanya va continuar el 1209 amb un atac al principat ortodox de Jersika (conegut com Lettia), acusat pels croats d'aliança amb els pagans lituans. Després de la derrota, el rei de Jersika, Visvaldis, es va convertir en vassall del bisbe de Livònia i va rebre part del seu país (Sud de Latgale) com a feu. La fortalesa seloniana de Sēlpils va ser breument la seu d'una diòcesi seloniana (1218-1226), i després va quedar sota el domini de l'orde livonià (i finalment es va construir el castell de pedra de Selburg al seu lloc). Només el 1224, amb la divisió dels comtats de Tālava i Adzele entre el bisbe de Riga i l'orde dels Portaespases, els països latgallians es van convertir finalment en possessió dels conqueridors alemanys. El territori de l'antic Principat de Jersika va ser dividit pel bisbe de Riga i l'orde livonià el 1239.

### Campanya contra els estonians (1208-1224)

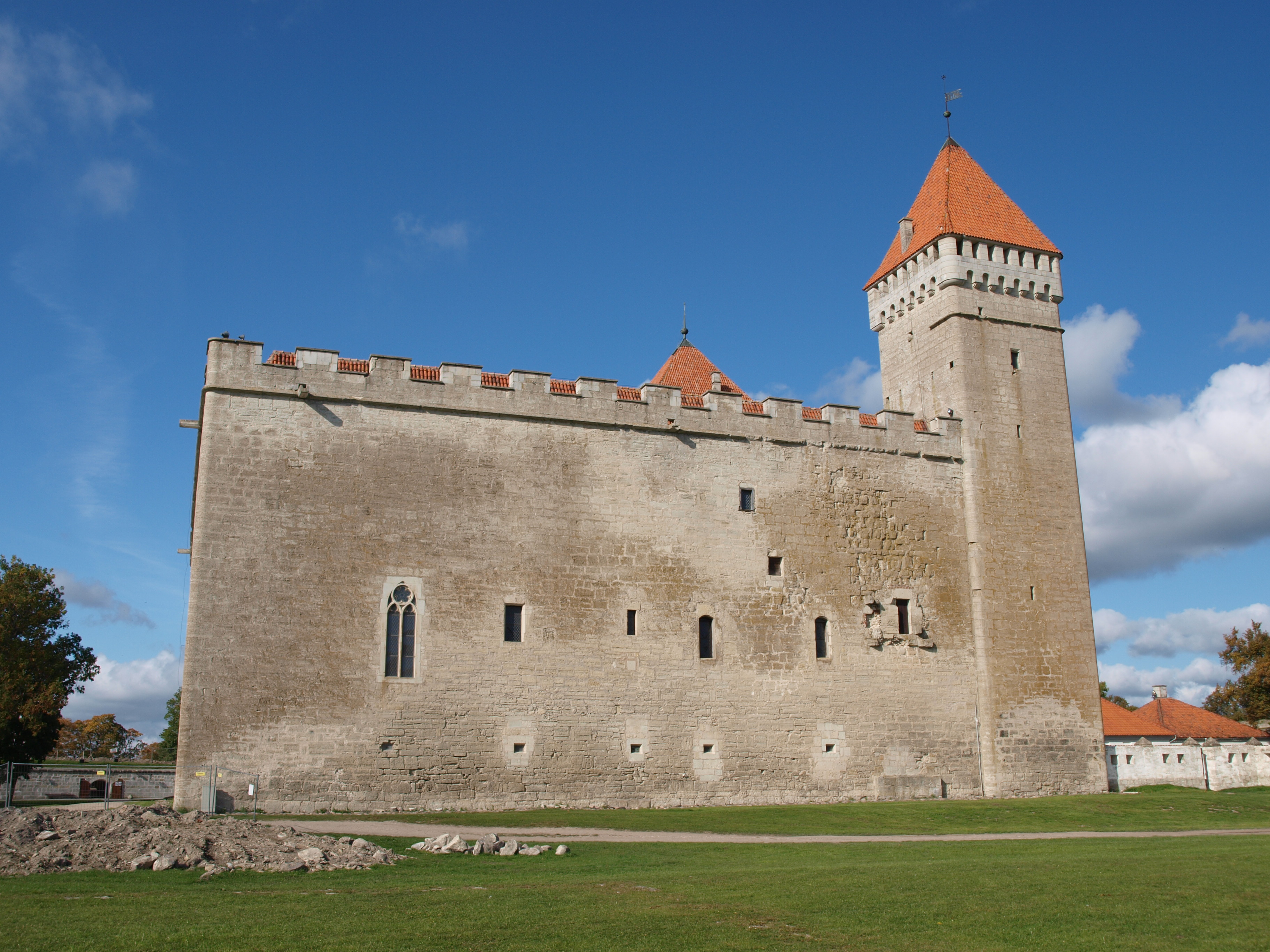
Castell de Kuressaare, Estònia, construït per l'orde teutònic

El 1208, els alemanys eren prou forts com per començar les operacions contra els estonians, que en aquell moment estaven dividits en vuit comtats principals i diversos més petits dirigits per ancians amb una cooperació limitada entre ells. El 1208-27, partides de guerra dels diferents bàndols van fer furor als comtats de Livònia, Latgallian del Nord i Estònia, amb Livonians i Latgallians normalment com a aliats dels croats, i els Principats de Polotsk i Pskov apareixent com a aliats de diferents bàndols en diferents moments. Hillforts, que era el centre clau dels comtats d'Estònia, va ser assetjat i capturat diverses vegades. Es va establir una treva entre els bàndols cansats de la guerra durant tres anys (1213–1215) i va resultar generalment més favorable als alemanys, que van consolidar la seva posició política, mentre que els estonians no van poder desenvolupar el seu sistema d'aliances soltes en un estat centralitzat. El líder livonià Kaupo va ser mort en una batalla a prop de Viljandi (Fellin) el 21 de setembre de 1217, però la batalla va suposar una derrota aclaparadora per als estonians, el líder del qual Lembitu també es resultà mort. Des del 1211, el seu nom havia estat cridat a l'atenció dels cronistes alemanys com a ancià estonià notable i s'havia convertit en la figura central de la resistència estoniana.
Els regnes cristians de Dinamarca i Suècia també eren llaminers per a les conquestes a la costa oriental del Bàltic. Mentre que els suecs fets només una incursió fallida a l'oest d'Estònia a 1220, la flota danesa dirigida pel rei Valdemar II de Dinamarca havia aterrat a la ciutat estoniana de Lindanisse en 1219. Després de la batalla de Lindanise els danesos van establir una fortalesa, assetjada pels estonians el 1220 i el 1223, però va resistir. Finalment, tot el nord d'Estònia va quedar sota control danès.

### Guerres contra Saaremaa (1206–61)
L'últim comtat estonià que va resistir els invasors va ser el comtat insular de Saaremaa (Ösel), les flotes de guerra del qual havien assaltat Dinamarca i Suècia durant els anys de lluita contra els creuats alemanys.
El 1206, un exèrcit danès dirigit pel rei Valdemar II i Ànders, el bisbe de Lund va desembarcar a Saaremaa i va intentar establir una fortalesa sense èxit. El 1216, els Germans Livonians de l'Espasa i el bisbe Teodoric van unir forces i van envair Saaremaa sobre el mar glaçat. A canvi, els eselians van atacar els territoris de Letònia que estaven sota domini alemany la primavera següent. El 1220, l'exèrcit suec dirigit pel rei Joan I de Suècia i el bisbe Karl de Linköping van conquerir Lihula a Rotalia a l'Estònia occidental. Els eselians van atacar la fortalesa sueca el mateix any, la van conquerir i van matar tota la guarnició sueca, inclòs el bisbe de Linköping.
El 1222, el rei danès Valdemar II va intentar la segona conquesta de Saaremaa, aquesta vegada establint una fortalesa de pedra que acollia una forta guarnició. El reducte danès va ser assetjat i es va rendir al cap de cinc dies, la guarnició danesa va tornar a Revel, deixant enrere el germà del bisbe Albert de Riga, Teodoric, i pocs més, com a ostatges de la pau. Els eselians van arrasar el castell.
Un exèrcit de 20.000 homes sota el llegat papal Guillem de Mòdena va creuar el mar glaçat mentre la flota de Saaremaa estava lligada al gel, el gener de 1227. Després de la rendició de dos grans reductes eselians, Muhu i Valjala, els eselians van acceptar formalment el cristianisme.
El 1236, després de la derrota dels Germans livonians de l'espasa a la batalla de Saule, va tornar a esclatar l'acció militar contra Saaremaa. El 1261, la guerra va continuar, ja que els eselians havien renunciat una vegada més al cristianisme i havien matat tots els alemanys de l'illa. Es va signar un tractat de pau després que les forces unides de l'Orde de Livònia, el Bisbat d'Osel-Wiek i l'Estònia danesa, inclosos els estonians continentals i els letons, derrotessin els eselians conquerint la seva fortalesa a Kaarma. Poc després, l'orde livonià va establir un fort de pedra a Pöide .

### Guerres contra els curonis i semigallians (1201–90)
Tot i que els curonians havien atacat Riga el 1201 i el 1210, Albert de Buxhoeveden, considerant Courland un tributari de Valdemar II de Dinamarca, havia estat reticent a dur a terme una gran campanya contra ells. Després de la mort d'Albert el 1229, els croats van aconseguir la submissió pacífica de Vanemane (un comtat amb una població mixta de livonians, oselians i curonians a la part nord-est de Curlàndia) per tractat el 1230. El mateix any, el viclegat papal Baldouin d'Alnea va anul·lar aquest acord i va concloure un acord amb el governant (rex) de Bandava al centre de Courland Lammekinus, lliurant el seu regne a les mans del papat. Baldouin es va convertir en el delegat dels papes a Curlàndia i bisbe de Semigàlia; no obstant això, els alemanys es van queixar d'ell a la cúria romana i el 1234 el papa Gregori IX va destituir Balduí com a delegat seu.
Després de la seva derrota decisiva a la batalla de Saule per part dels samogitians i semigallians, les restes dels Germans de l'Espasa es van reorganitzar el 1237 com a subdivisió de l'orde teutònic i es van conèixer com a Orde Livonià. El 1242, sota la direcció del mestre de l'Orde Livonià Andreu de Groningen, els croats van iniciar la conquesta militar de Curlàndia. Van derrotar els curonians fins al sud d'Embūte, prop de la frontera contemporània amb Lituània, i van fundar la seva fortalesa principal a Kuldīga. El 1245 el papa Innocenci IV va assignar dos terços de la Curlàndia conquerida a l'Orde Livonià i un terç al bisbat de Curlàndia.
A la batalla de Durbe el 1260, una força de samogitians i curonians va dominar les forces unides de l'orde livonià i teutònic; durant els anys següents, però, els croats van sotmetre gradualment els curonians i el 1267 va concloure el tractat de pau que estipulava les obligacions i els drets dels seus rivals derrotats. Les parts meridionals dels seus territoris invictes (Ceklis i Megava) es van unir sota el domini del Gran Ducat de Lituània.

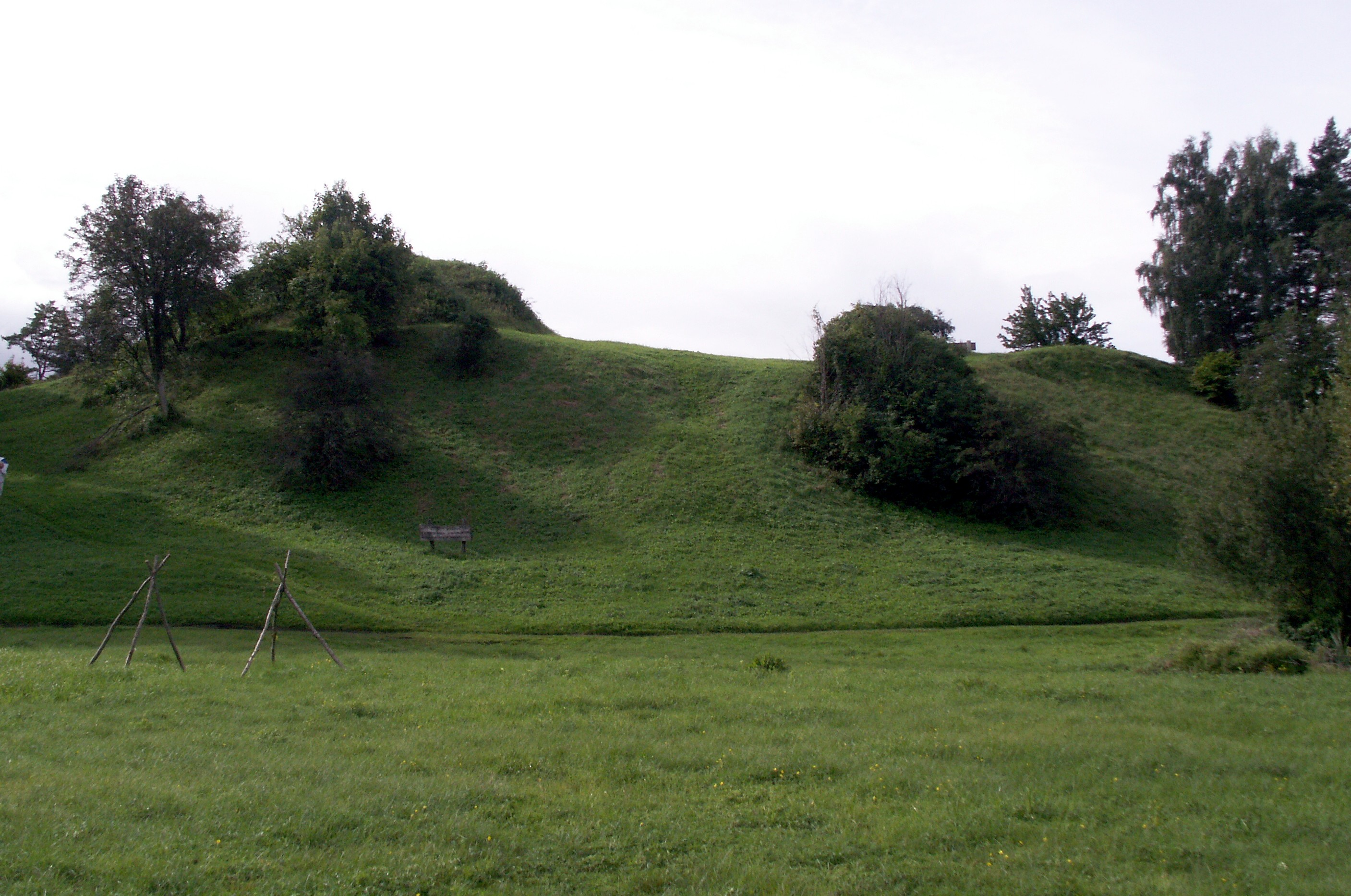
Turó del castell de Tērvete el 2010.

La conquesta dels comtats semigallians va començar el 1219 quan els croats de Riga van ocupar Mežotne, el principal port de la via fluvial de Lielupe, i van fundar el bisbat de Semigàlia. Després de diverses campanyes sense èxit contra el duc pagà semigallià Viestards i els seus parents samogitians, la cúria romana va decidir el 1251 abolir el bisbat de Semigallia i va dividir els seus territoris entre el bisbat de Riga i l'Orde de Livònia. El 1265 es va construir un castell de pedra a Jelgava, al Lielupe, i es va convertir en la principal base militar per als atacs dels creuats contra els semigallians. El 1271 la fortalesa capital de Tērvete va ser conquerida, però els semigallians sota el duc Nameisis es van rebel·lar el 1279, i els lituans sota Traidenis van derrotar les forces de l'orde de Livònia a la batalla d'Aizkraukle. Els guerrers del duc Nameisis van atacar sense èxit Riga el 1280, en resposta a la qual al voltant de 14.000 creuats van assetjar el castell de Turaida el 1281. Per conquerir les fortaleses semigallianes restants, el mestre de l'Orde, Villekin d'Endorpe, va construir un castell anomenat Heiligenberg al costat del castell de Tērvete el 1287. el mateix any els semigallians van fer un altre intent per conquerir Riga, però de nou no van aconseguir prendre-la. De tornada a casa, els cavallers livonians els van atacar, però van ser derrotats a la batalla de Garoza, en què van perdre la vida el mestre de les Ordes Villekin i almenys 35 cavallers. El nou mestre de l'orde, Konrad von Hattstein, va organitzar les darreres campanyes contra els semigallians el 1289 i el 1290; les fortaleses de Dobele, Rakte i Sidabre van ser conquerides i la majoria dels guerrers semigallians es van unir a les forces samogitianes i lituanes.

## Prússia i Lituània

### Campanyes de Konrad de Masòvia
Conrad I, duc polonès de Masòvia, va intentar sense èxit conquistar la Prússia pagana en les croades el 1219 i el 1222. Taking Seguint el consell del primer bisbe de Prússia, Christian d'Oliva, Konrad va fundar l'orde croada de Dobrzyń (o Dobrin) el 1220. Tanmateix, aquest orde va ser en gran part ineficaç i les campanyes de Konrad contra els antics prussians van ser respostes per incursions al territori ja capturat de Cúlmerland. Sotmetut a constants contraatacs prussians, Konrad va voler estabilitzar el nord del ducat de Masòvia en aquesta lluita per la zona fronterera de la terra de Chełmno. Masòvia només havia estat conquerida al segle X i els nadius prussians, jatvingis i lituans encara vivien al territori, on no existien fronteres establertes. La debilitat militar de Konrad el va portar el 1226 a demanar a l'orde monàstica catòlica dels Cavallers Teutònics que anés a Prússia i suprimís els antics prussians.

### Orde teutònic

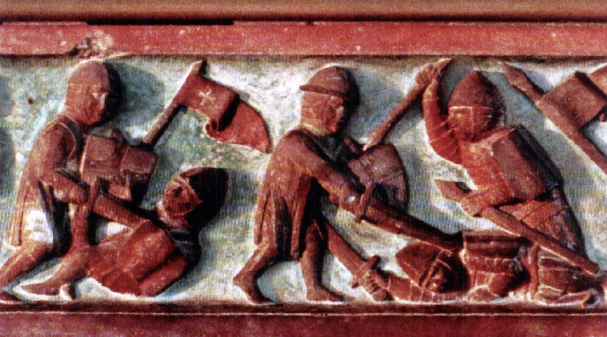
Lituans lluintant contra els cavallers teutònics. Relleu del

Les Croades del Nord van proporcionar un fonament per al creixement i expansió de l'Orde Teutònica de cavallers croats alemanys que s'havia fundat a Palestina a finals del segle xii. El duc Conrad I de Masòvia, al centre oest de Polònia, va apel·lar als cavallers per defensar les seves fronteres i sotmetre els antics prussians pagans el 1226. Després de la subjugació dels prussians, els cavallers teutònics van lluitar contra el Gran Ducat de Lituània.
Quan els cavallers de Livònia van ser aixafats pels samogitians a la batalla de Saule el 1236, coincidint amb una sèrie de revoltes a Estònia, l'orde de Livònia va ser heretada per l'orde teutònic, cosa que va permetre als cavallers teutònics exercir el control polític sobre els grans territoris de la regió del Bàltic. Mindaugas, el rei de Lituània, va ser batejat juntament amb la seva dona després de la seva coronació el 1253, esperant que això ajudés a aturar els atacs dels croats, cosa que no va fer. Els cavallers teutònics no van aconseguir sotmetre Lituània, que es va convertir oficialment al cristianisme (catòlic) el 1386 en casar el gran duc Jogaila amb la reina Jadwiga de Polònia, d'onze anys. Tanmateix, fins i tot després de la conversió oficial del país, el conflicte va continuar fins a la batalla de Grunwald el 1410, també coneguda com la primera batalla de Tannenberg, quan els lituans i els polonesos, ajudats pels tàtars, els moldaus i els txecs, van derrotar els cavallers teutònics.
El 1221, el papa Honori III es va tornar a preocupar per la situació de les guerres finlandeses-novgorodianes després de rebre informació alarmant de l'arquebisbe d'Uppsala. Va autoritzar el bisbe de Finlàndia per establir un embargament comercial contra els «bàrbars» que amenaçavarien el cristianisme a Finlàndia. La nacionalitat dels "bàrbars", presumiblement una cita de la carta anterior de l'arquebisbe, continua sent desconeguda i ni tan sols era coneguda pel Papa. No obstant això, com que l'embargament comercial es va ampliar vuit anys després, es va dir específicament que estava en contra dels russos Sobre la base de cartes papals de 1229, el bisbe de Finlàndia sol·licitat, el Papa va fer complir un embargament comercial contra els novgorodians al mar Bàltic, almenys a Visby, Riga i Lübeck. Uns anys més tard, el Papa també va demanar als Germans livonians de l'espasa que enviessin tropes per protegir Finlàndia. Encara es desconeix si va arribar algun cavaller.
Els intents de l'orde teutònic de conquistar la Rússia ortodoxa (particularment les repúbliques de Pskov i Novgorod), una empresa avalada pel papa Gregori IX, van acompanyar les croades del nord. Un dels grans cops dea la idea de la conquesta de Rússia va ser la Batalla del gel el 1242. Amb o sense la benedicció del papa, Suècia també va emprendre diverses croades contra la Novgorod ortodoxa.